# 2054 Gawain
A 2054 Gawain (ideiglenes jelöléssel 4097 P-L) a Naprendszer kisbolygóövében található aszteroida. Cornelis Johannes van Houten,  Ingrid van Houten-Groeneveld és  Tom Gehrels fedezte fel 1960. szeptember 24-én.